# Даубах (Вестервальд)
Даубах (нім. Daubach) — громада в Німеччині, розташована в землі Рейнланд-Пфальц. Входить до складу району Вестервальд. Складова частина об'єднання громад Монтабаур.
Площа — 2,51 км2. Населення становить 472 ос. (станом на 31 грудня 2020).